# Кошняки (деревня, Калужская область)
Кошняки — деревня  в Износковском районе Калужской области России. Входит в сельское поселение «Село Льнозавод». Встречается в различных источниках как Кашняки, Кашники, Кошники.

## География
Рядом — разъезд Кошняки, Льнозавод.

## Население
| 2002 | 2010 |
| ---- | ---- |
| 8    | ↗13  |